# Parathystas porphyrantha
Parathystas porphyrantha är en fjärilsart som beskrevs av Edward Meyrick 1913. Parathystas porphyrantha ingår i släktet Parathystas och familjen fransmalar. Inga underarter finns listade i Catalogue of Life.